# Senio
El Senio (antic Siris o Sinno) riu de la Romanya a Itàlia l'últim afluent a la dreta del riu Reno. Neix a la província de Florència a les muntanyes Appennino Tosco-Emiliano, als Apenins Flueix al nord-est a la província de Ravenna i prop de Casola Valsenio, Riolo Terme, Castel Bolognese, Cotignola, Lugo, Bagnacavallo, Fusignano i Alfonsine abans d'entrar al Reno. Marca el límit entre els territoris de Fusignano i Bagnacavallo.

## Segona Guerra Mundial
La zona va ser el lloc de diverses batalles de gran duresa a la primavera de 1945, durant les últimes fases de la Segona Guerra Mundial. El pas aliat del riu Senio va ser un dels últims obstacles que calia superar per poder capturar la gran conca de la vall del Po i completar així la campanya a Itàlia. Els defensors alemanys eren majoritàriament unitats de paracaigudes d'elit i, en els darrers dies de guerra a Europa, el 8è Exèrcit britànic va tenir moltes baixes en efectuar aquesta operació de creuament del riu. També va ser un dels punts de referència de la Brigada Jueva a la guerra.
En un discurs al Parlament britànic sobre la destitució de la Brigada Jueva el 3 de juliol de 1944, Winston Churchill va assenyalar que el Dia de l'Alliberament hauria arribat exactament 20 anys després del Mandat Britànic-Palestina establert el 1920 durant la conferència de San Remo.